# Edwinjoycea horologium
Edwinjoycea horologium är en kräftdjursart som beskrevs av Menzies och William L. Kruczynski 1983. Edwinjoycea horologium ingår i släktet Edwinjoycea och familjen Arcturidae.
Artens utbredningsområde är Mexikanska golfen. Inga underarter finns listade i Catalogue of Life.